# アナスタシア・トクタロヴァ
アナスタシア・トクタロヴァ（ロシア語: Анастасия Токтаулова、英語: Anastasia Toktaulova、1977年3月6日 - ）は、ロシアの女子プロボクサー、元キックボクサー。マリ・エル共和国ヨシュカル・オラ出身。

## 来歴
空手とキックボクシングのトレーニングを積み、1998年にフルコンタクトCIS王座獲得。
1998年9月3日、メリリャでプロボクサーデビュー。エスター・パエスと対戦し、4回判定負けを喫しデビュー戦を白星で飾れなかった。
1998年11月6日、コペンハーゲンのK.B.ハーレンで行われたプロ2戦目も0-3の判定負けを喫した。
1999年3月6日、モスクワでナタリヤ・ジニーと対戦し、プロ初勝利となる3-0の判定勝ちを収めた。
1999年3月27日、ケルンでEBU女子バンタム級王座決定戦をWIBF欧州バンタム級王者デイジー・ラングとを懸け対戦したが、0-3の判定負けを喫しWIBF欧州王座獲得、EBU王座獲得に失敗した。
2000年7月25日、モスクワのクリリヤ・ソヴェトフでオクサナ・ワシリエワとロシアスーパーフライ級王座決定戦を行い、3-0の判定勝ちを収め王座獲得に成功した。
2001年3月6日、モスクワのチェスカでEBU女子スーパーフライ級王座決定戦をWIBF欧州スーパーフライ級王者ビクトリア・パタキーと対戦し、2-1の判定勝ちを収めWIBF欧州王座獲得、EBU王座獲得に成功した。
201年5月12日、モスクワのオリンピック・スタジアムでISKAオリエンタル女子世界スーパーフライ級王者エリン・リンリーと対戦し、2-1の判定勝ちを収め王座を獲得した。
2001年10月16日、モスクワでオクサナ・ワシリエワと対戦し、0-3の判定負けを喫した。
2002年、ボクシングに専念する為にアメリカ合衆国に拠点を移した。
2003年5月22日、カリフォルニア州サンノゼのHPパビリオンでウェンディ・ロドリゲスと対戦し、1-2の判定負けを喫した。
2003年8月28日、カリフォルニア州アーバインのアーバイン・マリオットでウェンディ・ロドリゲスとIFBA世界ミニマム級王座決定戦を行い、0-2の判定負けを喫し王座獲得に失敗した。
2005年10月29日、センテシュでビクトリア・ミロとWIBF世界ライトフライ級王座決定戦を行い、3-0の判定勝ちを収め王座獲得に成功した。
2007年1月27日、デュッセルドルフのブルク・ヴェヒター・カステロで暫定王者のジュリア・サヒンと王座統一戦を行い、0-3の判定負けを喫し王座統一に失敗、1年3ヵ月保持していた王座から陥落すると共に正規王座は暫定王座に吸収される形で消滅した。
2007年4月30日、サンクトペテルブルクでエフゲニヤ・ザブロツカヤと対戦し、初回TKO勝ちを収め再起に成功した。
2007年11月15日、サンクトペテルブルクでエフゲニヤ・ザブロツカヤと再戦し、3-0の判定勝ちを収めた。
2008年8月29日、ブルク・ヴェヒター・カステロでレベッカ・ハーマンとGBU女子世界フライ級王座決定戦を行い、2-0の判定勝ちを収め王座獲得に成功した。
2008年12月5日、ハレ・アン・デア・ザーレでWBA・WIBF世界フライ級王者スージー・ケンティキアンと対戦したが、0-3の判定負けを喫しWBA王座獲得、WIBF王座獲得に失敗した。
2010年12月17日、マイアミのアメリカン・エアラインズ・アリーナでWIBA世界フライ級王者アイリーン・オルシェウスキーと対戦し、0-3の判定負けを喫しGBU王座陥落、WIBA王座獲得に失敗した。
2011年7月29日、ポートオブスペインでWBC女子インターナショナルライトフライ級王座決定戦をWIBA女子世界ライトフライ級王者リア・ラムナリンと対戦し、3-0の判定勝ちを収めWIBA王座獲得、WBCインターナショナル王座獲得に成功した。
2012年2月25日、メキシコシティのアレナ・メヒコでWBC女子世界フライ級王者マリアナ・フアレスと対戦したが、4回2分0秒、トクタロヴァの棄権により王座獲得に失敗した。
2013年7月19日、アルゼンチンブエノスアイレス州アベジャネーダでWBA・WBO女子世界フライ級王者ジェシカ・ボップと対戦したが、0-3の判定負けを喫しWBA王座獲得、WBO王座獲得に失敗した。

## 戦績
- 26戦 14勝（2KO）12敗

## 獲得タイトル
- ロシアスーパーフライ級王座。
- WIBF欧州スーパーフライ級王座
- EBU女子スーパーフライ級王座
- GBU女子世界フライ級王座
- WIBA世界ライトフライ級王座
- WBC女子インターナショナルライトフライ級王座